# Euphorbia uliginosa
Euphorbia uliginosa é uma espécie de planta com flor pertencente à família Euphorbiaceae. 
A autoridade científica da espécie é Welw. ex Boiss., tendo sido publicada em Prodromus Systematis Naturalis Regni Vegetabilis 15(2): 127. 1862.

## Portugal
Trata-se de uma espécie presente no território português, nomeadamente em Portugal Continental.
Em termos de naturalidade é endémica da Península Ibérica.

## Protecção
Não se encontra protegida por legislação portuguesa ou da Comunidade Europeia.